# Шумяцкий, Борис Захарович
Бори́с Заха́рович Шумя́цкий (рус. дореф. Борисъ Захаровичъ Шумяцкій, 4 (16) ноября 1886, Верхнеудинск, Верхнеудинский уезд, Забайкальская область, Российская империя — 29 июля 1938, Коммунарка) — советский государственный и партийный деятель, революционер, дипломат, журналист, участник Гражданской войны в Сибири и на Дальнем Востоке. Второй председатель Совета министров и министр иностранных дел Дальневосточной республики. Руководитель советского кинематографа (1930—1938). Член Средазбюро ЦК ВКП(б).

## Биография

### Начало пути
Отец Бориса Захаровича в начале 1880-х работал переплётчиком в Санкт-Петербурге в издательстве «Товарищество А. Ф. Маркс». В связи с убийством Александра II петербургских евреев начали выселять за черту оседлости. Семье Шумяцких удалось получить разрешение на поселение в Забайкалье в город Верхнеудинск. Захара иногда привлекали на переплётные работы в службы местных властей.
Борис (Бер) Шумяцкий родился 4 (16) ноября 1886 года в семье бедного многодетного ремесленника в городе Верхнеудинске Верхнеудинского округа Забайкальской области, ныне город Улан-Удэ — столица Республики Бурятия. Провёл в городе первые годы своей жизни. В школе практически не учился. Впоследствии сам часто писал, что образование у него «домашнее», но, видимо, дома его научили читать и писать по-русски. Он также владел разговорным бурятским и, похоже, мог объясниться на идише.
В 1896 году семья Шумяцких переехала в Красноярск.
С 1898 года — ученик в вагонном цехе читинских железнодорожных мастерских, а затем — там же рабочий. В 1903 году вступил в РСДРП. С 1904 года — рабочий на депо ст. Иннокентьевская, затем Красноярского железнодорожного депо.

### Революция 1905—1907 года
Во время революции 1905 года Шумяцкий командовал большевистским боевым отрядом численностью примерно 800 человек, в том числе дружиной Красного креста из учениц фельдшерской школы, забаррикадировавшихся в железнодорожных мастерских Красноярска. После подавления революции в Красноярске был арестован, но в январе 1906 года бежал от смертного приговора.
Жил по паспорту на имя Ильи Силина. Работал в депо Кургана, Слюдянки, Верхнеудинска. Носил подпольную кличку Илья-Конь. В газеты писал под псевдонимом Илья Силин.

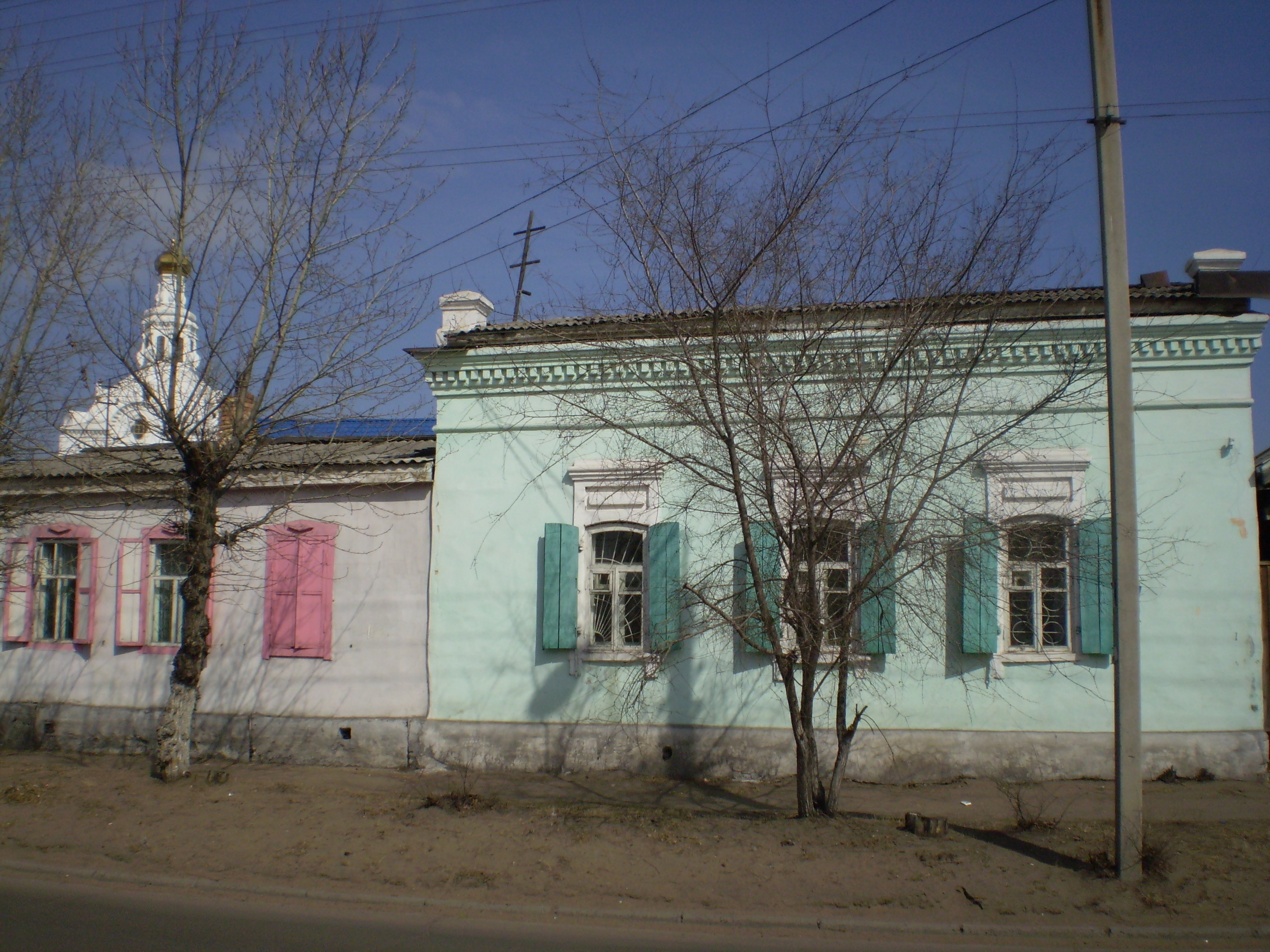
Дом Рейфовича в Улан-Удэ, где размещалась редакция газеты и типография

В 1906 году был секретарём Верхнеудинского комитета РСДРП, выпускающим редактором газет «Прибайкалье», «Байкальская Волна», «Забайкалец» (Верхнеудинск). Владельца газеты «Прибайкалье» верхнеудинского купца Нодельмана арестовали в Иркутске, а газету закрыли. Выйдя из тюрьмы под залог, Нодельман согласился издавать новую газету «Байкальская Волна». Газетой «Забайкалец», издававшейся в Верхнеудинске на Набережной улице, владел Рейфович. Газета была закрыта в октябре 1906 года, 18 или 20 октября Шумяцкий бежал из Верхнеудинска в Читу. Уже там начал издавать газету «Тайга».
Скрылся от полиции в Харбине. С 1907 года член Харбинского партийного комитета, участвовал в издании и редактировании легальных социал-демократических газет «Голос Маньчжурии», «Мысль» (Харбин) и других.
Летом 1907 года работал во Владивостоке. Был направлен на работу во Владивостокскую группу РСДРП, активно участвовал в вооружённом восстании моряков Тихоокеанской эскадры во Владивостоке.
С лета 1908 года вёл нелегальную работу в Омске, Томске и Челябинске.
Скрываясь от слежки полиции, с августа 1912 по июль 1913 года провёл в эмиграции в Аргентине, работал на фермах по сбору фруктов и на картонажной фабрике.
По возвращении в Россию арестован в Красноярске и после 6 месяцев тюрьмы отправлен в солдаты. Вёл подпольную работу в большевистской группе в частях Красноярского гарнизона. После Февральской революции 1917 года — заместитель Председателя исполкома и член Красноярского Совета рабочих и солдатской депутатов. С 1914 года печатался в центральном органе РСДРП газете «Правда».

### Революция 1917 года
В 1917 году Шумяцкий — заместитель председателя исполкома Красноярского совета рабочих и солдатских депутатов, активный участник издания газет «Известия Красноярского совета», «Красноярский рабочий», еженедельника «Сибирская правда», делегат VII (Апрельской) конференции большевиков. С апреля 1917 года руководил деятельностью Средне-Сибирского районного бюро ЦК РСДРП(б).
Участник 1-го Всероссийского съезда Советов, в июне 1917 года был избран членом ВЦИК, введён в редколлегию газеты «Правда» ответственным за организацию издания.
После неудачного Июльского восстания в подполье занимался восстановлением разгромленной организации, подготовкой и проведением VI съезда РСДРП(б).
С августа 1917 года — член редколлегии центральной большевистской газеты «Рабочий и Солдат» в Петрограде. В сентябре 1917 года — ответственный редактор центрального органа — газеты «Рабочий путь».
В октябре 1917 года был направлен уполномоченным ЦК по Сибири и Монголии. Избран председателем Сибирского районного бюро ЦК РСДРП(б). На I Общесибирском съезде Советов (Иркутск, октябрь 1917) избран председателем Центрального исполкома Советов Сибири (Центросибирь), на котором провозгласил власть Советов от Челябинска до Владивостока в ночь с 15 на 16 октября, что стало прологом Октябрьской Революции 1917 года в Петрограде. Руководил ликвидацией мятежа в Иркутске и был ранен во время переговоров.

### Гражданская война
В период гражданской войны — один из руководителей партизан Западной Сибири. Выступал против заключения Брестского мира с Германией. В марте 1918 года с отрядом красногвардейцев покинул Иркутск для борьбы против немецкого наступления на Украине, после распада отряда остался в Западной Сибири.
В 1918 году на нелегальном положении на Алтае, в Иркутске, Бийске, Барнауле, Новониколаевске.
С июля 1919 года на политработе в 51-й дивизии Восточного фронта РККА.
С августа 1919 года — член Сибирского бюро ЦК РКП(б).
В октябре 1919 — январе 1920 года — председатель Тюменского губернского ревкома и губкома РКП(б).
С апреля по июнь 1920 года — председатель Томского губернского ревкома.
С мая по июнь 1920 года — председатель Томского губернского бюро РКП(б).
С июня 1920 года — председатель Дальбюро ЦК РКП(б) и министр иностранных дел Дальневосточной республики.
С июля 1920 года — председатель Совета министров Дальневосточной республики, с октября заместитель председателя Сибирского ревкома.
С декабря 1920 года — председатель Енисейского губернского исполкома.
С февраля 1921 года — руководитель Дальневосточного секретариата Коминтерна в Иркутске, уполномоченный НКИД на Дальнем Востоке.

### На дипломатической работе

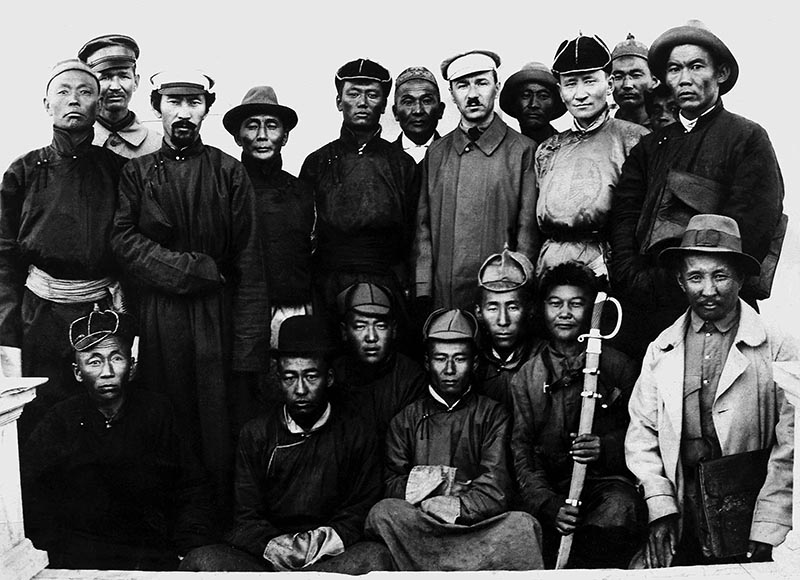
Монгольские революционеры, слева направо стоят: ?, ?, Элбекдоржи Ринчино, Солийн Данзан, Сухэ-Батор, Ажвагийн Данзан, Б. З. Шумяцкий, ?, Догсомын Бодоо

В 1921—1922 годах — член Реввоенсовета 5-й армии, член Сиббюро ЦК, уполномоченный Наркомата иностранных дел по Сибири и Монголии. Из бойцов монгольского батальона 5-й армии создал первое правительство Монгольской Народной Республики, привёз его в Москву на съезд Советов и представил руководству страны. Был активным участником Монгольской народной революции, консультантом первых руководящих органов Монгольской Народной Республики. В знак признания заслуг Шумяцкого руководитель МНР Сухэ-Батор сделал его своим побратимом. Награждён званием «Почётный гражданин Монгольской Народной Республики» и орденом Красного Знамени Монголии № 1.
Делегат 3-го конгресса Коминтерна.
В 1922 году вступил в конфликт с Наркомнацем и его руководителем Иосифом Сталиным по вопросу об автономии Бурятии, ранее получившей её в составе Дальневосточной республики. Ему удалось добиться создания автономной республики вместо трёх национальных округов, но сам он был отправлен в качестве полномочного представителя СССР в Персию.
С 1923 года —  полпред и торгпред в Персии. Дуайен дипломатического корпуса в Тегеране.

### На партийной и административной работе
С 1925 года — член Ленинградского губкома ВКП(б), завершил разгром «новой оппозиции», председатель правления и главный редактор издательства «Прибой», член президиума Центрального бюро советских партийных издательств.
С конца 1926 года — ректор Коммунистического университета трудящихся Востока, одновременно заведующий кафедрой зарубежного Востока и ответственный редактор журнала «Революционный Восток».
25 февраля 1927 года постановлением Секретариата ЦК ВКП(б) по совместительству назначен Председателем Главреперткома (Главное управление по контролю за репертуаром, ГРК). Назначение вызвало резкое недовольство со стороны руководства Наркомпроса, прежде всего заведующего Главлитом Павла Лебедева-Полянского, который выдвигал на этот пост своего заместителя Мордвинкина. Шумяцкий, как и его предшественники, проводил линию на автономность репертуарной политики ГРК, в то время как Лебедев-Полянский видел ГРК в качестве полностью подчинённой Главлиту структуры. 29 марта 1927 года на заседании Коллегии Наркомпроса Шумяцкий при поддержке Анатолия Луначарского и представителя от АПО ЦК ВКП(б) провёл постановление, что ГРК состоит при Главлите, но проводит всю работу самостоятельно, получая директивы только от Коллегии Наркомпроса и отчитываясь только перед ней. В конечном итоге была принята резолюция Лебедева-Полянского. 15 апреля 1927 года Шумяцкий провёл заседание ГРК и уехал в отпуск, а 7 мая написал заявление об освобождении его от обязанностей председателя ГРК. 3 июня 1927 года Секретариат ЦК ВКП(б) принял решение назначить Мордвинкина председателем ГРК, а Ричарда Пикеля — его заместителем. 7 июня 1927 года это постановление было продублировано Коллегией Наркомроса.
С конца 1928 года — заведующий отделом агитации и пропаганды Среднеазиатского бюро ЦК ВКП(б), с марта 1929 года — член ЦКК Узбекской Советской Социалистической Республики. Ректор Московского института народного хозяйства имени Г. В. Плеханова в 1930 году.
В 1930—1937 годах — главный редактор Сибирской советской энциклопедии.
Делегат XVI съезда ВКП(б).

### Во главе советской кинопромышленности
21 ноября 1930 года назначен председателем правления «Союзкино». С 1933 года — начальник Главного управления кинофотопромышленности, с 1936 года также заместитель председателя Комитета по делам искусств.
В период руководства Шумяцким советской киноотраслью были созданы фильмы «Чапаев», «Весёлые ребята», «Юность Максима», «Тринадцать», «Цирк» и многие другие. В 1934 году в ближнем Подмосковье в посёлке Первомайский по его инициативе был открыт Дом творчества кинематографистов «Болшево». Он был также одним из создателей Дома творческих работников кинематографии — Дома кино, инициатором и председателем жюри первого международного кинематографического смотра в СССР — Советского кинофестиваля в Москве в 1935 году.
С его именем связаны успехи советского кино на международных кинофестивалях.
Регулярно устраивал кинопросмотры в Кремле, а также вёл стенографические записи обсуждений фильмов Сталиным и членами политбюро.
В мае 1935 года отмечалось 15-летие советской кинематографии. Было признано, что кризис отрасли полностью преодолён и советская кинематография находится на подъёме. Ряд советских фильмов заслужил мировое признание, им также сопутствовал коммерческий успех. Многие кинематографисты получили высокие правительственные награды, а Шумяцкий был награждён высшим орденом СССР — орденом Ленина.
После ознакомительной поездки в 1934 году в США планировал генеральную реконструкцию советского кинематографа и создание на берегу Ласпи в Крыму на основе американского опыта южной студийной базы производства фильмов, реализующей принципы технологии массового производства — «Советского Голливуда». Этот дорогостоящий, но весьма перспективный проект киногорода (планировалось выпускать 200 фильмов в год) не был осуществлён, в 1937 году при утверждении в Совнаркоме СССР мечта Шумяцкого оказалась вдребезги разбита.

### Арест и расстрел
Одним из последних опубликованных документов Шумяцкого стала записка Вячеславу Молотову от 4 января 1938 года о кинофикации Большого Кремлёвского дворца, в которой он писал о необходимости закупки американской аппаратуры. 7 января 1938 года решением Политбюро ЦК ВКП(б) Шумяцкий был снят с должности начальника Главного управления кинематографии, его преемником назначен сотрудник НКВД Семён Дукельский.
9 января 1938 года в «Правде» была опубликована статья «Что тормозит развитие советского кино» с критикой бывшего начальника ГУКа. Ответом на эту публикацию стала передовая статья в газете «Кино» 11 января того же года «К новому подъёму». В ней указывалось, что Шумяцкий «оказался в плену у вредителей, проникших на ответственные участки кинопромышленности». Он также был обвинён в «парадной шумихе» и «пустословии».
В ночь с 17 на 18 января 1938 года арестован по обвинению в участии в контрреволюционной террористической организации и шпионаже, 29 июля 1938 года расстрелян и похоронен на полигоне «Коммунарка». Реабилитирован 22 февраля 1956 года определением Военной коллегии Верховного суда СССР.
Адрес в Москве — Дом на набережной, квартира № 398.

## Семья
Женился на Лии Исаевне Пандре (1889—1957), взявшей фамилию мужа, ученице фельдшерской школы, дочери богатого купца из сибирского города Канска. Была арестована вместе с мужем. Освобождена в октябре 1940 года. Реабилитирована в 1955 году. Похоронена на Новодевичьем кладбище. Там же поставлен кенотаф в память Бориса Захаровича Шумяцкого.
Дочери: 
- Нора Шумяцкая[23] (1909—1985). Ее муж — Лазарь Матвеевич Шапиро (1903-1943), погиб на фронте[24], председатель ЦК профсоюза работников пожарной охраны[25], также был арестован в 1938 году[26].  Адрес в Москве — Гоголевский бульвар, 29 квартира № 44[27].
- Екатерина Борисовна Шумяцкая (1922—1997) также была репрессирована. Участник Великой Отечественной войны.

Внуки и правнуки: 
- Борис (1937—2013), сын Н.Б.Шумяцкой и Л.М.Шапиро искусствовед, почётный член Российской академии художеств[28]
  - Борис Шумяцкий (род. 1965) — писатель, живущий в Германии.
- Андрей Никитич Шумяцкий (1940—2005)
  - Мария Максимова (род. 1969). У Марии Андреевны трое детей — два сына и дочь.

## Книги и статьи
- Борьба за русский Дальний Восток. — Иркутск, 1922.
- В Сибирском подполье: Очерки 1903—1908 гг. — М.: Московский рабочий, 1926. — 192 с.
- Сибирь на путях к Октябрю. — М., 1927. — 64 с. (2-е изд.: Иркутск: «Восточно-Сибирское изд.», 1989. — 411 с.)
- На посту советской дипломатии. — М., 1927 (2-е изд: М.: Изд. Восточной литературы, 1960).
- 1905 год и Восток. — М.—Л.: ГИЗ, 1930. — 80 с.
- Кинематография миллионов. — М.: Кинофотоиздат, 1935. — 387 с.
- Пути мастерства. — М.: Кинофотоиздат, 1935. — 192 с.
- Сигнал тревоги Архивная копия от 15 февраля 2020 на Wayback Machine // Пролетарское кино. — 1931. — № 5—6. — С. 5—7.
- Режиссёр и актёр в кино Архивная копия от 15 февраля 2020 на Wayback Machine // Искусство кино. — 1936. — № 2. — С. 8—9.
- За совершенство мастерства Архивная копия от 15 февраля 2020 на Wayback Machine // Искусство кино. — 1936. — № 7. — С. 6—8.

## Награды
- орден Ленина (11 января 1935)[17];
- звание «Почётный гражданин Монгольской Народной Республики»;
- орден Красного Знамени, Монголия, № 1.

## Память
Именем Б. З. Шумяцкого названы улицы в Улан-Удэ и Красноярске.

## Образ в кино
- 2015 — «Орлова и Александров» (телесериал). В роли Бориса Шумяцкого — Борис Хвошнянский.